# Neuwieder Becken

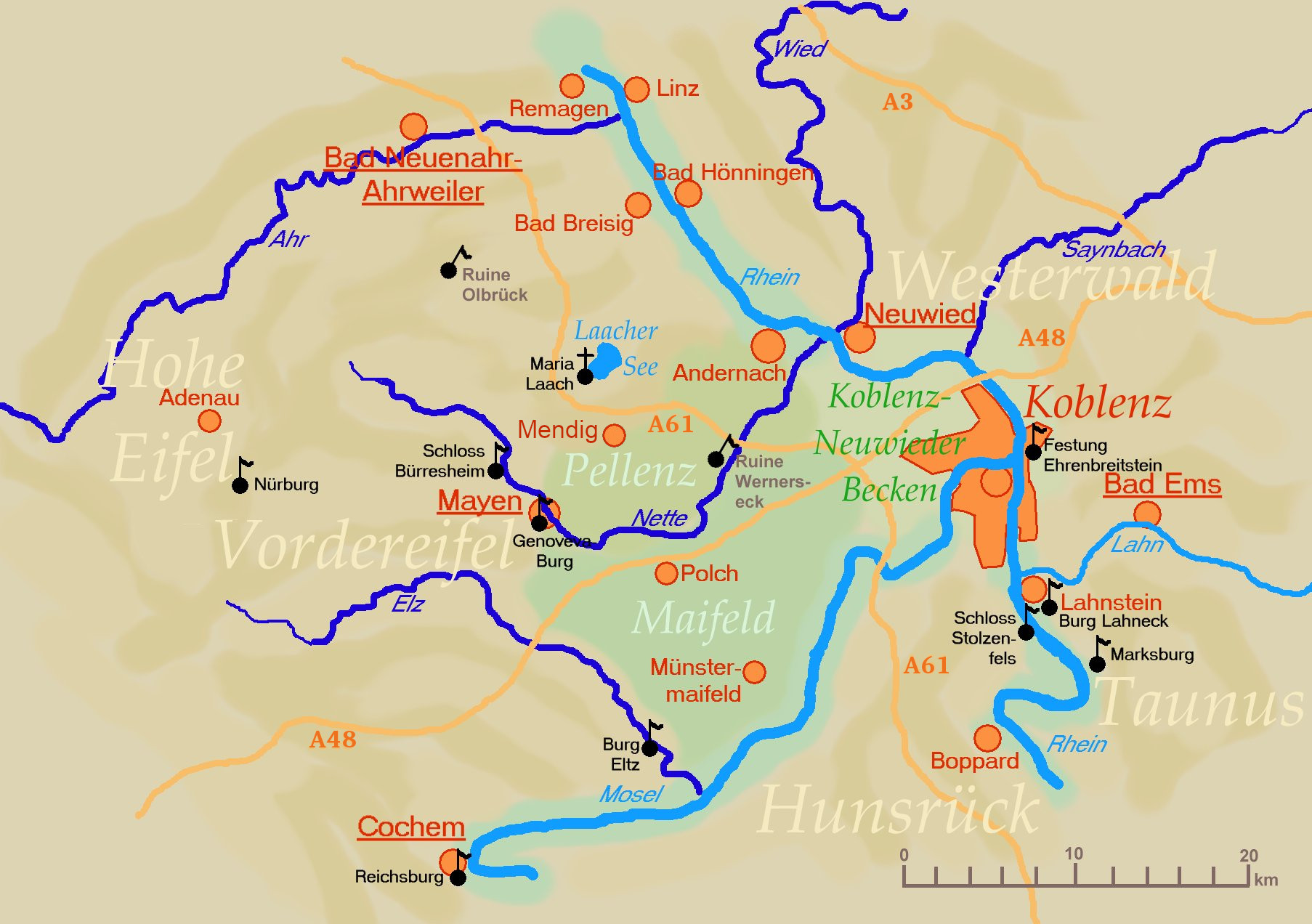
Das Mittelrheinische Becken, dessen östlicher Teil das Neuwieder Becken bildet

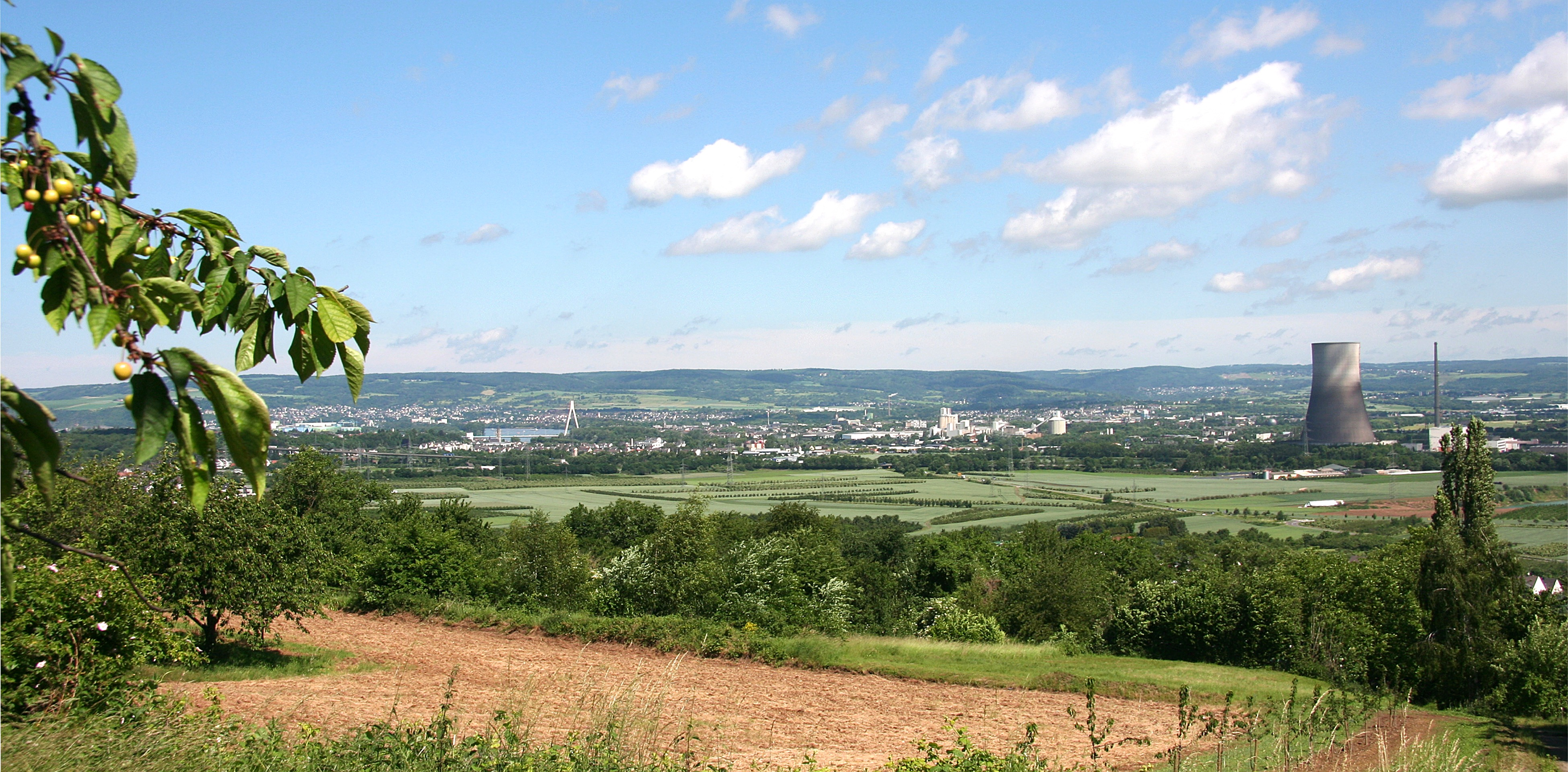
Blick vom Kärlicher Berg ins Neuwieder Becken; rechts das stillgelegte Kernkraftwerk Mülheim-Kärlich, in der Mitte das Zementwerk vor Neuwied, weiter links sind der Pylon der Raiffeisenbrücke von Weißenthurm nach Neuwied zu erkennen und unter den Kirschbaumzweigen die Hallen des Rasselstein-Werkes von Andernach (Foto 2010)

Das Neuwieder Becken (auch: Koblenz-Neuwieder Becken oder Neuwieder Rheintalweitung) ist eine zwischen den Städten Koblenz und Andernach gelegene Talweitung  am Rhein und das Zentrum des Mittelrheinischen Beckens. Die Senke trennt auf einer Länge von etwa 22 Flusskilometern das Engtal des Oberen von dem des Unteren Mittelrheins. Sie grenzt rechtsrheinisch an den Westhang des Westerwaldes. Linksrheinisch gehen ihre westlichen, höher gelegenen Landschaftsteile, das Maifeld und die Pellenz, in die Osteifel (Vordereifel) über.
Als einzige größere Talebene zwischen der Oberrheinebene und der Kölner Bucht, die zudem fruchtbare Böden aufweist, ist das Neuwieder Becken bereits seit frühester Zeit besiedelt. Heute leben in dem Verdichtungsraum etwa 300.000 Menschen. Auf relativ engem Raum liegen die  sieben Städte Andernach, Bendorf,  Koblenz, Mülheim-Kärlich, Neuwied, Vallendar und Weißenthurm sowie eine Reihe von Dörfern.
Das Landschaftsbild des Beckens wird von intensivem Obstanbau ebenso geprägt wie von Industrieansiedlungen. Bimslagerstätten, die nach den letzten Ausbrüchen des Laacher-See-Vulkans vor etwa 13.000 Jahren entstanden sind und im Tagebau abgebaut werden können, haben im 19. Jahrhundert zur Entwicklung einer Bimssteinindustrie geführt. Das Auswurfmaterial des Vulkans und wahrscheinlich auch größere Mengen abgerissener Baumstämme verstopften die Talenge des Rheins an der Andernacher Pforte. Der dadurch aufgestaute See überflutete das Neuwieder Becken bis in den Oberrhein. Die Flutwelle nach dem Dammbruch ergoss sich über weite Bereiche des Niederrheins und lässt sich noch an den Kiesschichten ablesen.

## Naturräumliche Einordnung
Das Neuwieder Becken lässt sich nach dem Handbuch der naturräumlichen Gliederung Deutschlands folgenden Haupteinheitengruppen (zweistellige Kennziffer), Haupteinheiten (dreistellig) und Untereinheiten (Nachkommastellen) zuordnen:
- (zu 29 – Mittelrheingebiet)
  - (zu 291 – Mittelrheinisches Becken)
    - 291.0 Neuwieder Rheintalweitung
      - Neuwieder Rheinniederung[5][6]
      - Engerser Terrasse[5][6]
      - Mülheimer Terrasse[5][6]